# إدفين كارلسون
إدفين كارلسون هو سياسي سويدي، ولد في 4 سبتمبر 1883، وتوفي في 28 أبريل 1932. نشط حزبياً في حزب الوسط السويدي. وقد انتخب member of the First Chamber ‏ عن دائرة Västra Götaland County West (Riksdag constituency) ‏ (1919 – 1919).
1. 1 2 3  Two-Chamber Parliament 1867–1970. | Karlsson i Tuve, K Edvin، ج. 4، 1985، ص. 102، QID:Q110346241